# Justin Robinson (cestista 1995)
Justin DeVaughn Robinson (Kingston, 12 aprile 1995) è un cestista statunitense.